# Ouénou (Nikki)
Pour les articles homonymes, voir Ouénou.
Ouénou est l'un des sept arrondissements de la commune de Nikki dans le département du Borgou au Bénin.

## Géographie
L'arrondissement de Ouénou est situé au nord-est du Bénin et compte 8 villages que sont Fombaoui, Gothe Centre, Ouenou Nikki, Lafiarou, Oroumon, Oroumonsi Peulh, Tchicandou et Sansi.

## Démographie
Selon le recensement de la population de 2013 conduit par l'Institut national de la statistique et de l'analyse économique (INSAE), Ouénou compte 17154 habitants  .